# باک‌تاون (تنسی)
باک‌تاون (به انگلیسی: Bucktown) یک منطقهٔ مسکونی در ایالات متحده آمریکا است که در شهرستان هاردین، تنسی واقع شده‌است. باک‌تاون ۱۲۸٫۰۲ متر بالاتر از سطح دریا واقع شده‌است.